# Narrosse
Narrosse é uma comuna francesa na região administrativa da Nova Aquitânia, no departamento Landes. Estende-se por uma área de 10,55 km². Em 2010 a comuna tinha 3 291 habitantes (densidade: 311,9 hab./km²).